# Geum × heldreichii

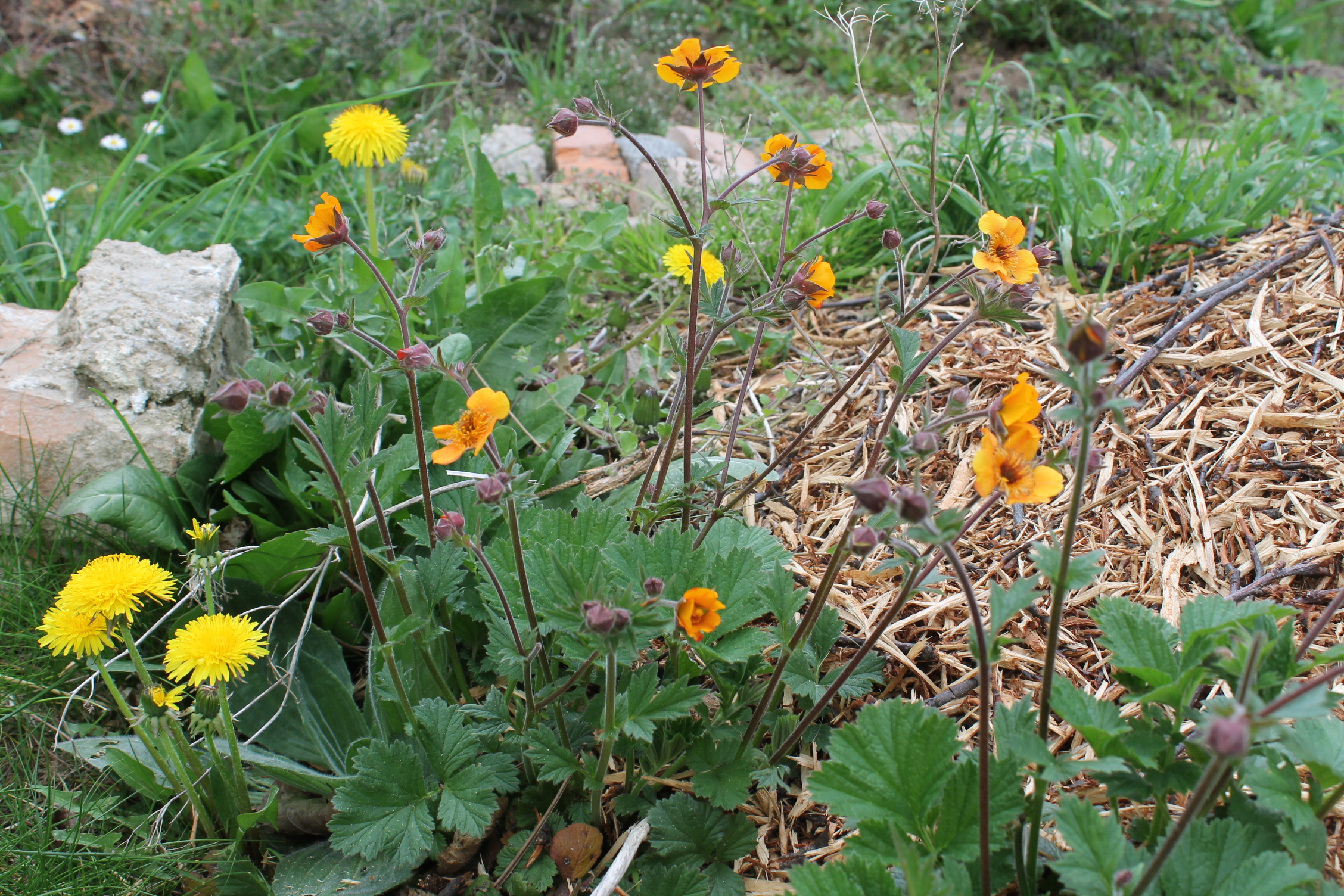

Geum × heldreichii je rostlina, bylina z rodu kuklík, patřícího do čeledi růžovité (Rosaceae). Kvete od dubna do září oranžovými květy se žlutým středem. Květ tohoto kuklíku je považován za dekorativní a jako okrasná rostlina je proto druh široce pěstován. Jde o křížence druhů kuklík šarlatový (Geum coccineum) a kuklík městský (Geum urbanum).

## Taxonomie

### Synonyma
Podle některých zdrojů je označení Geum × heldreichii synonymem pro označení Geum coccineum Sibth. & Sm. Kódy EPPO pro druh Geum × heldreichii v druhé dekádě 21. století neuvádí samostatné označení a zřejmě není v rámci tohoto značení považován za samostatný druh. Někteří pěstitelé a zdroje uvádějí kultivar Geum × heldreichii 'Georgenberg' jako Geum coccineum 'Georgenberg' , avšak zřejmě jde o omyl.

## Možnost záměny
Druh je možné zaměnit s druhem kuklík šarlatový a jeho kultivary.

## Popis
Vytrvalá rostlina s tuhým, až 2 cm tlustým válcovitým oddenkem, z kterého vyrůstá růžice krátce řapíkatých přízemních listů. Z růžice vyrůstá jemně chlupatá, hranatá, větvená lodyha vysoká 20 až 50 cm.
Květenství je tvořeno jednotlivými drobnými květy vyrůstajícími na koncích větví lodyhy. Květy s plochou číškou mají po okrajích 5 drobných lístků kalíšku střídajících se s 5 kopinatými lístky kalichu a uvnitř 5 jasně zbarvených oranžových, obvejčitých plátků koruny. U okrajů květů jsou četné tyčinky s prašníky a uprostřed květů mnohé pestíky s vytrvalými, prohnutými čnělkami nesoucími blizny. Geum × heldreichii kvete od dubna do září, je opylováno hmyzem.

### Pěstování
Vyžaduje slunné stanoviště, ale snáší i polostín. Druhu vyhovuje nejlépe hlinitopísčitá, mírně vlhká, propustná půda. Je pěstováno více kultivarů lišících se velikostí, ale i dobou kvetení nebo barvou květů. Šířeji je v ČR pěstován například kultivar Geum × heldreichii 'Georgenberg'.

## Množení
Lze jej rozmnožovat v malém množství i dělením trsů v předjaří.

## Choroby a škůdci
Druh trpí na padlí, listy mohou poškozovat plži.